# Cicerone
Cicerone é um termo antigo para definir um guia de turismo, alguém que dirige turistas e visitantes por museus, galerias e similares, explicando-lhes fatos de interesse arqueológico, histórico ou artístico.
Crê-se que a palavra provém da eloquência e do tipo de ensino praticados por Marco Túlio Cícero.
Apesar de parecer italiana, o Oxford English Dictionary encontra exemplos do uso da palavra em inglês anteriores ao italiano, sendo a citação mais antiga de que se dispõe o Dialogue on Medals (Diálogo sobre Medalhas) de Joseph Addison, publicado postumamente em 1726. Parece que a palavra foi utilizada primeiramente para descrever antiquários eruditos, que mostravam e explicavam aos estrangeiros as antiguidades e curiosidades do país (segundo a definição do New English Dictionary de 1762).
"The Cicerones", um conto de Robert Aickman (adaptado ao cinema numa curta-metragem de 2002), usa a ideia do cicerone que conduz visitantes e turistas como metáfora na história de um homem a quem, numa catedral, diversas personagens levam à perdição.